# Động vật ở hang

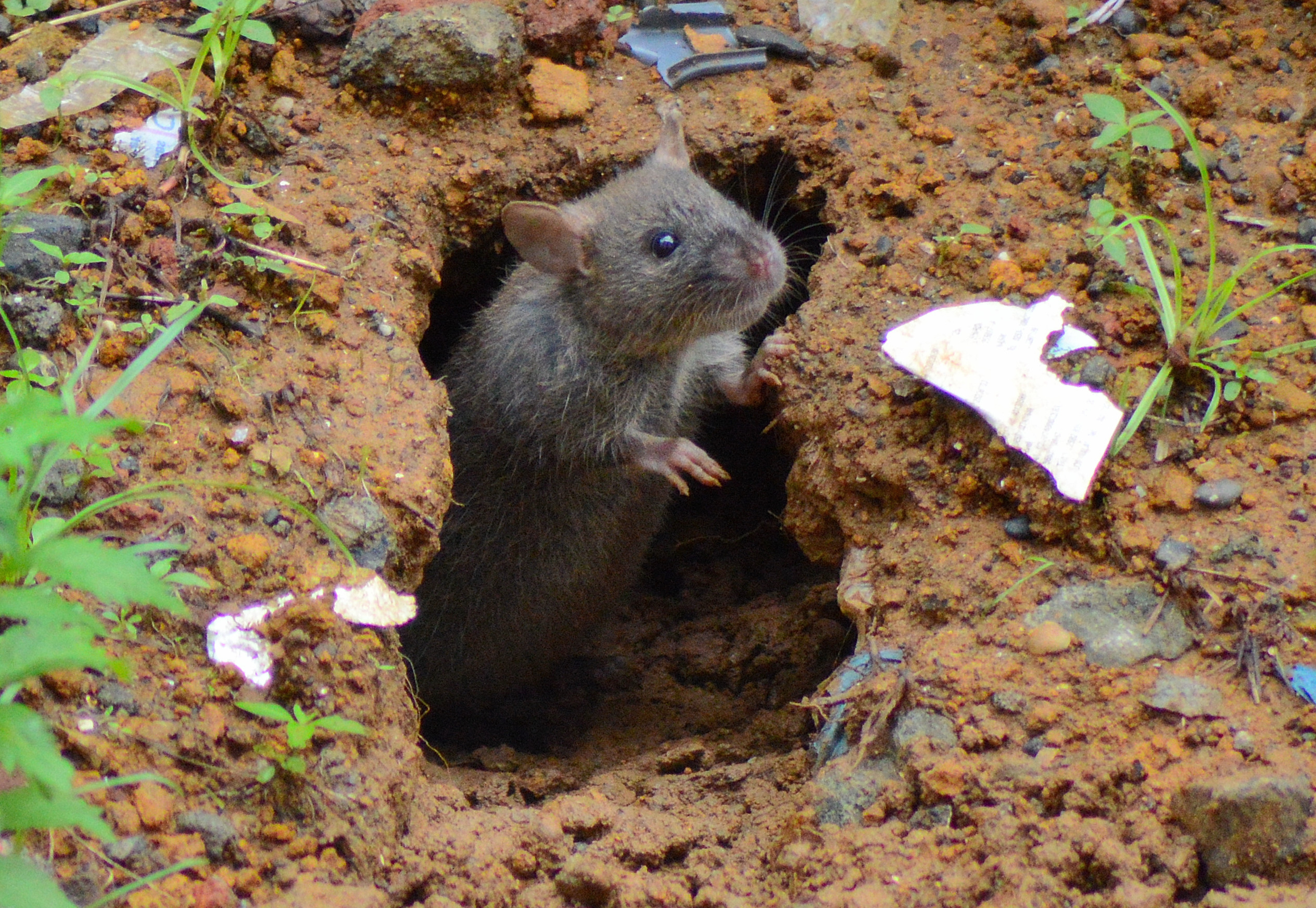
Một con chuột trong cái hang của nó

Một động vật ở hang hay động vật sống trong lòng đất (từ Latinh: fossor) là các loại động vật đã tiến hóa, thích nghi và tinh chỉnh các chức năng cơ thể để hình thành nên các loài chuyên biệt, phù hợp với chức năng đào bới và sống dưới lòng đất như các loài chuột, lửng, chuột dũi trụi lông, hay kỳ giông chuột chũi (Ambystomatidae), thậm chí là loài ếch tía. Một số sinh vật trốn trong hang để điều chỉnh nhiệt độ, tránh cái nóng bức, trong khi một số khác sử dụng môi trường sống dưới lòng đất để bảo vệ mình khỏi các loài ăn thịt hoặc là nơi tích trữ thức ăn.

## Các loài
Hầu hết các loài kiến và nhiều con ong bắp cày (Ong bắp cày ký sinh) và các con vật như bọ băng, dơi, nhện v.v, đặc điểm của các loài sống cả đời trong lòng đất là bị mù,và các con vật đó có 3 loại như sau: nhóm troglobites, troglophiles, trogloxenes. thức ăn của các loài vật sống vĩnh viễn trong hang chủ yếu là Guano (phân dơi), và rất nhiều loài gặm nhấm được xem là các loài động vật sống trong hang mặc dù những chuyển động vật lý ở dưới đất là có thể là tối thiểu. Tuy nhiên, chủ yếu từ năm 2000, đối với loài gặm nhấm, thuật ngữ fossorial đã được sử dụng cho những loài sống trong các hố trong một phần đáng kể trong ngày, nhưng đang sống trong các khu vực khác trong ngày, trong khi đối với các loài sinh sống dưới lòng đất (hoặc ít nhất gần như tất cả thời gian) thì thuật ngữ động vật sống dưới đất đã được áp dụng. Một con vật được cho là phân loại phụ nếu nó cho thấy sự thích nghi giới hạn đối với phong cách sống trong hang.
Phấn lớn loài chuột là động vật ở hang, nhìn chung, giống chuột nào cũng đào hang được, có thể đào đường hầm dài từ vài chục xentimet đến một, hai chục mét. Hang chuột là nơi tránh tai họa, tránh được nóng và chống rét. Vị trí làm tổ nói chung đều ở chỗ gần thức ăn và nguồn nước, tối tăm dễ ẩn nấp. Hang của chuột loại nhỏ có đường kính trung bình khoảng 25 mm, còn loại lớn thì khoảng 80 mm. Đa số hang đều có hai ổ chuột trở lên.
Trong nhà thì ở nền nhà ở, buồng bếp, dưới cối xay, dưới chum, dưới tủ, chân giường và rãnh tối là nơi chuột hay đào hang ở. Hang chuột ở mặt đất thì cửa phần nhiều ở nơi tương đối kín đáo, như chân tường, góc nhà, gầm tủ, gầm giường, gầm bàn, ván kê. Thường thì chuột con dưới một tháng tuổi đểu ở trong hang, không ra ngoài. Khi trời nổi gió hoặc mưa thì chúng nấp kín trong hang ổ, ngày âm u, chúng rời hang muộn và quay về sớm.
Các loài chuột thường ở hang dưới đất như chuột đồng, chuột trúc, chuột nước thường đào hang ở dọc bờ sông hồ, chúng có thể đào hang xuyên vào đê điều. Rái cá cạn thường làm hang ở sườn núi, bình nguyên và dãy đồi ở độ cao 2300 - 4800 m trên mặt biển. Rái cạn khi bắt đầu hoạt động hàng ngày, chúng dừng một lúc ở cửa hang để quan sát xung quanh, rồi mới từ từ rời hang đi kiếm ăn. Chuột hoang hay đào hang nơi đất mềm ổ đất hoang, đồng cỏ thoái hóa, vạt cỏ gần đất canh tác, nơi gần đường, mồ mả.